# Boletina attenata
Boletina attenata är en tvåvingeart som beskrevs av Ostroverkhova 1979. Boletina attenata ingår i släktet Boletina och familjen svampmyggor. Inga underarter finns listade i Catalogue of Life.